# Eger
Eger [ˈɛgɛr] (nemško Erlau, slovensko: Jagar) je mesto s približno 54.000 prebivalci (2017) na severu Madžarske ter upravno središče županije Heves. Je ob reki Eger, pritoku reke Tise, okoli 110 km severovzhodno od Budimpešte, med hribovjema Mátra (ob vznožju najvišjega madžarskega vrha Kékes) in Bükk.
Eger, mesto z okrajnimi pravicami, je najbolj znano po srednjeveškem gradu, termah, baročnih stavbah, najsevernejšem osmanskem minaretu in rdečih vinih.

## Ime
Izvor imena ni znan. Po eni domnevi je kraj dobil ime po jelši (égerfa, ki je tako obilno rasla ob bregovih potoka Eger. Zdi se, da je ta razlaga pravilna, saj ime mesta odseva starodavno naravno okolje in tudi eno njegovih najbolj značilnih rastlin, jelšo, katere velike površine lahko najdemo povsod na močvirnih bregovih potoka, čeprav so od takrat izginjajo. V prid tej domnevi govori tudi nemško ime mesta: Erlau, iz Erlen-au ('bezgov gaj'). Obstaja pa še ena teorija, ki pravi, da ime Eger izhaja iz latinske besede ager ('polje'). Ta teorija izhaja iz novejših raziskav, ki menijo, da so se v 11. in 12. stoletju na to ozemlje preselili naseljenci valonskega porekla (latinci v madžarščini). Egerska kotlina in hribovito območje okoli nje je bilo vedno zelo primerno za človeško naselitev, o čemer pričajo številne arheološke najdbe iz zgodnjih dob zgodovine.
Ostala imena mesta so v latinščini Agria, v srbščini in hrvaščini Jegar / Јегар ali Jegra / Јегра, v češčini in slovenščini Jager, v slovaščini Jáger, v poljščini Eger in v turščini Eğri. Vzdevek: madžarske Atene

## Zgodovina
Že v kameni dobi poseljeno območje današnjega mesta so v srednjem veku poselila germanska, avarska in slovanska plemena. V 10. stoletju so ga zasedli Madžari in kralj Štefan I. Ogrski (997–1038), prvi krščanski kralj Madžarske, je tu ustanovil škofijo. Na grajskem hribu je bila zgrajena stolnica (danes so od nje ohranjene le še ruševine), naokoli pa je zraslo mesto.
Ta naselbina je že v zgodnjem srednjem veku zavzemala pomembno mesto med madžarskimi mesti. Naravne danosti okolice (stikanje ravnin in gričev) so omogočile vzpostavitev gospodarskih in kulturnih odnosov med različnimi deli države. V 11. in 12. stoletju so valonski naseljenci prišli z območij onkraj Rena. Naselili so se z dovoljenjem kraljev, prinesli zahodno kulturo v to regijo in prilagodili vinogradništvo. Z njihovo prisotnostjo se je razvoj mesta pospešil.
Ta razvoj je za kratek čas preprečila mongolska invazija leta 1241, ko je bilo mesto med škofovanjem Kletusa Béla izropano in požgano. Po umiku Mongolov je Eger znova začel cveteti. Egerski škof Lampert je od Béle IV. dobil dovoljenje za gradnjo kamnite trdnjave. Tako je skoraj porušeno mesto ponovno oživelo in doseglo višek svojega srednjeveškega razvoja v 14. in 15. stoletju. V tem obdobju so gozdove, ki so segali do meja mesta, večinoma izkrčili in na njihovem mestu zasadili vinsko trto. V naselju je nastajalo vedno več meščanskih hiš. Zgrajene so bile ceste, med katerimi so bile tiste v ožjem mestu ozke in zavite, tiste, ki so vodile v severna rudarska mesta, pa so bile širše. Različna okoliška naselja, kot sta Almagyar in Czigléd, so bila zgrajena skupaj z Egerjem.
V času vladavine Matije Korvina (1458–1490) se je Eger ponovno začel razvijati. Egersko škofovsko palačo v gotskem slogu, ki jo lahko vidimo danes, je rekonstruiral po naročilu škofa Jánosa Bekensloerja. Gradbena dela so se nadaljevala v času škofovanja Orbána Dóczyja in Tamása Bakócza. Z njihovimi imeni lahko povežemo tudi začetek prezidave (v poznogotskem slogu) utrdbe stolnice. Po smrti kralja Matije so bila med škofovanjem Hipolita zgrajena tako imenovana Hipolitova vrata, ki so bila nedavno odstranjena.
Po bitki pri Mohaču (1526) se je v zgodovini Egerja začelo žalostno obdobje. V času dvojnega kraljestva je mesto skoraj vsako leto zamenjalo lastnika, približala pa se je tudi osmanska vojska. Ta okoliščina je bila razlog za okrepitev trdnjave. Jeseni 1552 je stotnik István Dobó s svojo peščico vojakov uspešno branil trdnjavo in severno Ogrsko pred širitvijo Osmanskega cesarstva. Prvi opazni pisec, ki je črpal iz zgodbe, je bil madžarski renesančni pesnik in glasbenik Sebestyén Tinódi Lantos (ok. 1510–1556), čigar pripoved je morda delno izhajala iz očividcev. Géza Gárdonyi je v spomin na to bitko napisal svoj roman Egerske zvezde, njegovo delo pa je bilo prevedeno v številne jezike.
Kljub temu, da je István Dobó s svojimi vojaki trdnjavo uspešno branil, je bila med obleganjem uničena, zato jo je bilo nujno v celoti obnoviti. Proces obnove trdnjave je potekal med letoma 1553 in 1596, prenovo pa so načrtovali italijanski častniki obrtniki. Slavni madžarski pesnik Bálint Balassi je prav tako nekaj let služil tukaj aprila 1578.
Leta 1596 so bili Turki uspešnejši, kajti kapetan Nyáry je po 6 dneh obleganja predal mesto. To je bil začetek 91-letne turške vladavine v Egerju. Spomin na to obdobje ohranja Egerski minaret, ki je bil zgrajen konec 17. stoletja. Med vsemi tovrstnimi stavbami je minaret iz Egerja na skrajni severni točki nekdanjega Osmanskega cesarstva. Med turško okupacijo je Eger postal sedež vilajeta, ki je turška oblast, vključno z več sandžaki. Cerkve so bile spremenjene v mošeje, grad je bil ponovno zgrajen in postavljene druge strukture, vključno z javnimi kopališči in minareti.
Oblast Turkov v osrednji Ogrski se je začela rušiti po neuspelem osmanskem poskusu zavzetja Dunaja. Habsburžani s sedežem na Dunaju, ki so nadzorovali preostanek Madžarske, razen Transilvanije, so vztrajno izganjali Turke iz države. Križarska vojska pod vodstvom Karla Lorenskega leta 1687 je grad Eger prisilila v predajo, potem ko je bil grad Budim ponovno zavzet leta 1686. Eger je bil osvobojen turške oblasti decembra 1687.
Po izgonu Turkov je mesto veljalo za cesarski polk kot posestvo krone. Leopold I. Habsburški je leta 1688 ponovno ustanovil Eger kot svobodno kraljevo okrožje, kar je pomenilo, da je bilo razbremenjeno cerkvenih graščinskih bremen. To stanje je trajalo do leta 1695, ko je škofu Fenessyju Györgyju], ki se je vrnil, monarh obnovil prejšnji pravni status škofovskega mesta.
Eger je kmalu spet začel uspevati. Mesto so si povrnili škofje, zaradi česar so številni lokalni protestanti zapustili mesto. Čeprav je mesto podpiralo madžarskega voditelja princa Franca II. Rákóczija v vojni za neodvisnost 1703–1711 proti Habsburžanom, je Madžare na koncu premagala cesarska vojska. Leta 1709 sta se tu srečala Franc II. Rákóczi in Ukranciev, legat Petra Velikega. Dodati je treba, da je legat umrl v Egerju in je bil pokopan v bližini srbske cerkve. Kmalu za tem je mesto pustošila kuga. Vendar je bilo priseljevanje v Eger močno in prebivalstvo se je med letoma 1725 in 1750 povečalo s 6000 na 10.000. Muslimani so bili asimilirani s krščanskim prebivalstvom.
V zgodovini Egerja je bilo 18. stoletje obdobje razvoja in razcveta. Številne nove stavbe so bile zgrajene v baročnem in pozneje v rokokojskem ter neoklasicističnem slogu, vključno s stolnico, nadškofovsko palačo Eger, župnijo, licejem (danes je v njem Visoka šola za izobraževanje Eszterházy) in več cerkva, medtem ko so bile druge povrnjene iz mošej.
Leta 1800 je požar uničil polovico mesta, le leto kasneje se je na mesto zrušil tudi južni del grajskega obzidja. Leta 1804 je Eger postal nadškofija, vendar so se prebivalci na vsak način hoteli otresti cerkvene oblasti. Nov požar je uničil mestno središče leta 1827, štiri leta kasneje so epidemije pomorile 200 prebivalcev. Revolucija leta 1848 je odnesla fevdalizem, leta 1854 pa je Eger končno dobil posvetno oblast. 
Največja priložnost za nadaljnji razvoj je bila že zamujena, saj je medtem železnica med Budimpešto in Miskolcem obšla mesto, skozenj je kasneje stekla lokalna proga med Füzesabonyjem in Putnokom.  
Po prvi svetovni vojni so pričeli graditi nove stavbe, pričela so se arheološka izkopavanja na grajskem hribu, pomen je pričel pridobivati turizem. Druga svetovna vojna je Egru prizanesla z bombardiranji, čeravno za Nemci in Rdečo armado mesto ni ostalo nedotaknjeno.

## Opis mesta
Največja mestna znamenitost je grajski hrib z ostanki gradu (utrjen v 13. in 14. stoletju), gotske škofijske palače (14. in 15. stoletje), prve stolnice, znotraj obzidja je tudi grob Géze Gárdonyja.
Na Dobóvem trgu pod gradom stoji minoritska cerkev (1773), ena najlepših madžarskih baročnih cerkva. Pod gradom je ohranjen še najsevernejši ohranjen turški Egerski minaret (40 m). Nekoliko dlje od grajskega hriba so leta 1836 po načrtih Józsefa Hilda dogradili klasicistično stolnico, poleg nje stojita nadškofijska palača in licej.
V okolici mesta pridelujejo dve zelo znani vrsti vina: rdeči Egri Bikavér (»bikova kri«) in beli Egri Leányka (»egrska deklica«). Znano območje vinskih kleti je Szépasszonyvölgy  (»dolina lepih deklet«) na robu mesta.